# ديانا أوليفر
ديانا أوليفر (بالإنجليزية: Deanna Oliver)‏ هي كاتبة سيناريو وممثلة أمريكية، ولدت في 27 سبتمبر 1952 بسبوكين في الولايات المتحدة.

## أعمال

### أفلام
- (1995) كاسبر[1][2]

## وصلات خارجية
- ديانا أوليفر على موقع IMDb (الإنجليزية)
- ديانا أوليفر على موقع ألو سيني (الفرنسية)
- ديانا أوليفر على موقع أول موفي (الإنجليزية)
- ديانا أوليفر على موقع قاعدة بيانات الأفلام السويدية (السويدية)
- ديانا أوليفر على موقع قاعدة بيانات الفيلم (الإنجليزية)
- ديانا أوليفر على موقع كينوبويسك (الروسية)